# Katzendorf (Gemeinde Gnas)
Katzendorf ist eine Ortschaft in der Marktgemeinde Gnas im Bezirk Südoststeiermark im Bundesland Steiermark in Österreich.

## Lage und Bevölkerung
Katzendorf (etwa 290 m ü. A.) liegt rund zwei Kilometer Luftlinie östlich der Marktgemeinde Gnas an den Landesstraßen L 217 bzw. L 228 bzw. L 230, die sich hier in einem Kreisverkehr treffen. Etwa 1,6 Kilometer südlich von Katzendorf liegt Poppendorf und 800 Meter nördlich Maierdorf. Östlich, in etwa vier Kilometer Entfernung, befindet sich der nächste größere Ort Bad Gleichenberg. Die Stadt Feldbach liegt etwa neun Kilometer nördlich.
Die Gebäude, aus denen sich die Siedlung Katzendorf bildet, sind teilweise weit auseinander gelegen. Um die Dorfkapelle befindet sich ein Siedlungskern. Es wohnen etwa 190 Menschen in Katzendorf (2018). Dieser Bevölkerungsstand ist seit 1770 relativ stabil. 1402 waren 12 Einwohner verzeichnet, 1770 190 Einwohner bei 45 Feuerstätten. Vor 1837 begann eine Bevölkerungszunahme die bis 1869 324 Einwohnern (54 Feuerstätten) ergab. Seither kam es wieder zu einer Abnahme der Einwohnerzahl auf 184 Einwohner in 66 Häusern (Jahr 2001).

## Geschichte
Katzendorf wurde im Mittelalter auch als Chaczendorf (1384) oder Katzelsdorf bzw. Chaecleindorf (1406) bezeichnet.
Katzendorf teilt historisch vielfach das Schicksal der umliegenden Ortsteile und Siedlungen. Die ganze Region ist seit Jahrtausenden von starken Bevölkerungsbewegungen geprägt, die zu zahlreichen kriegerischen Auseinandersetzungen führten. In den letzten Jahrhunderten waren dabei vor allem der Einfall und die Verteidigung vor dem Osmanischen Reich (Türkenkriege) bzw. den Kuruzzen prägend. Doch auch die Hilfstruppen der Habsburger aus Italien bzw. Spanien sorgten für Leid und Not. Ein Denkmal vor der Bahndurchfahrt in Katzendorf erinnert an einen Sieg der Bevölkerung und die Flucht der Kuruzzen 1709. Auch die Franzosenkriege im 18. und 19. Jahrhundert trafen vor allem die Zivilbevölkerung.
Kurz vor dem Ende des Zweiten Weltkriegs waren es Soldaten der Sowjetarmee und kurze Zeit Partisanen aus Jugoslawien, welche die Bevölkerung bedrängten. Vom 24. Juli 1945 bis 1955 war dieser Teil der Steiermark Teil der britischen Besatzungszone (siehe auch: Besetztes Nachkriegsösterreich).

## Verkehr

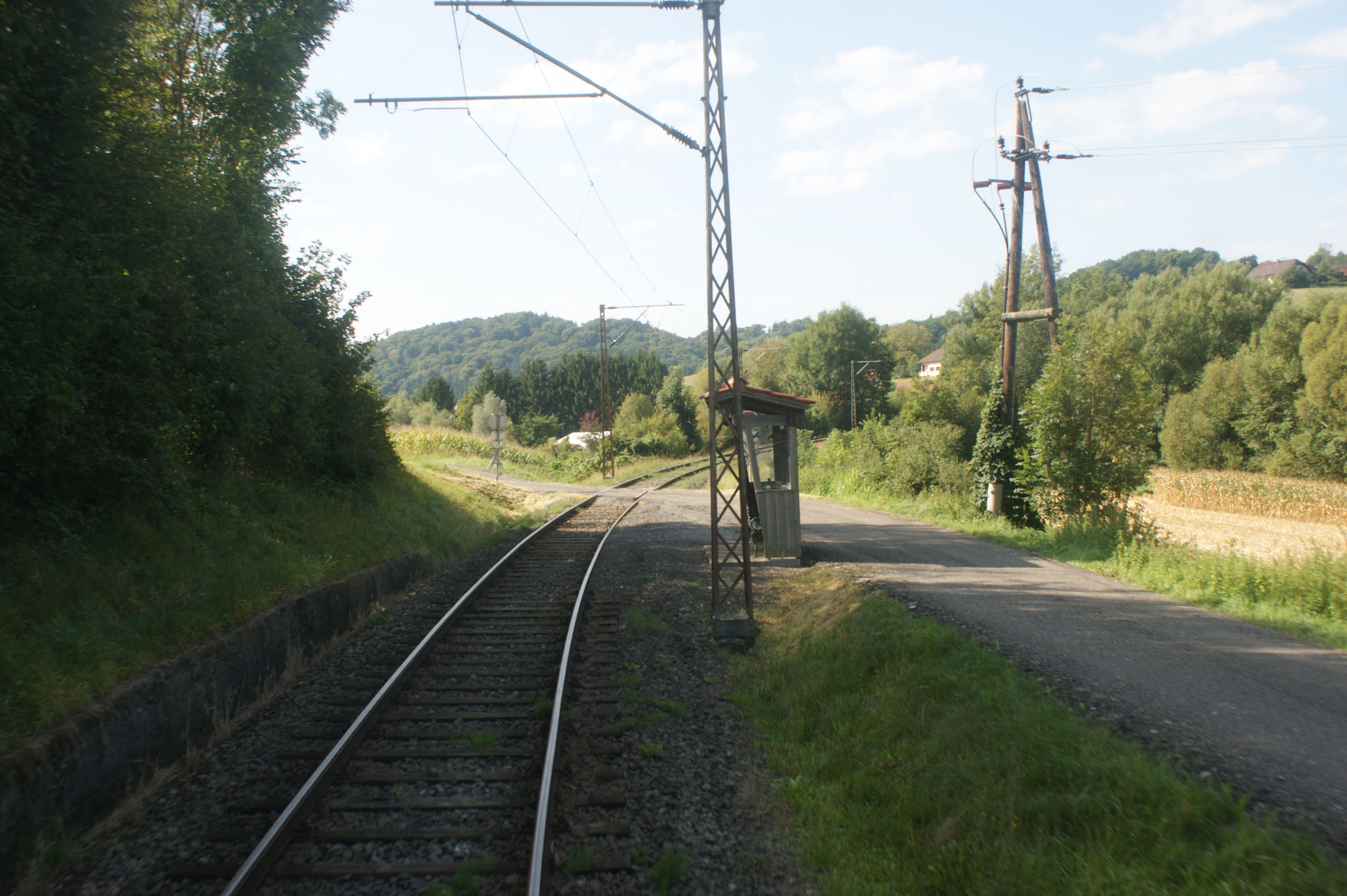
Die Haltestelle an der Landesbahn Feldbach–Bad Gleichenberg (2021)

Katzendorf verfügt über eine eigene Haltestelle an der Landesbahn Feldbach–Bad Gleichenberg. Diese befindet sich etwas außerhalb der Siedlung, etwa 300 Meter nördlich von der Dorfkapelle entfernt.

## Kirche
Katzendorf verfügt über eine Kapelle (Dorfkapelle Katzendorf), die 1967 gebaut wurde. Die Kapelle steht etwa 40 Meter südöstlich des Kreisverkehrs, in den die L 217 bzw. L 228 bzw. L 230 einmünden.